# Aguriahana sichuanensis
Aguriahana sichuanensis är en insektsart som beskrevs av Chou och Ma 1981. Aguriahana sichuanensis ingår i släktet Aguriahana och familjen dvärgstritar. Inga underarter finns listade i Catalogue of Life.